# Trocdaris verticillatum
Espèce
Classification APG IV (2016)
Trocdaris verticillatum (synonyme : Carum verticillatum), Carum verticillé de son nom vernaculaire, est une espèce de plantes à fleurs de la famille des Apiacées, originaire d'Europe occidentale et rencontrée dans certains types de prairies humides.

## Dénomination
- Nom scientifique valide complet : Trocdaris verticillatum (L). Raf., Good Book: 50. 1840
- Noms communs : Carum verticillé, Carvi verticillé
- Étymologie :
  - Carum : mot latin repris en français. Il viendrait du grec Κάρον (karon).
  - Trocdaris
  - verticillatum : fait référence à la morphologie des feuilles dont les segments semblent verticillés autour de la nervure centrale[1].

## Taxonomie et classification

### Histoire du taxon et de la classification
Cette espèce a été décrite par Linné dans son ouvrage Species Plantarum en 1753 dans le genre Sison. Elle a par la suite été placée dans différents genres, notamment Apium, Bunium, Carum, Pimpinella, Selinum, Seseli, Sison ou Sium par divers auteurs.
Elle a été placée dans le genre Carum et désignée sous le nom de Carum verticillatum par Johann Friedrich Wilhelm Koch en 1824 dans son ouvrage Novorum Actorum Academia Caesareae Leopoldinae-Carolinae Germanicae Naturae Curiosorum et repris ensuite sous cette forme par de nombreux auteurs.

### Synonymes[1]
- Sison verticillatum L., Sp. Pl.: 253. 1753
- Seseli verticillatum (L.) Crantz, Cl. Umbel. Emend.: 92. 1767
- Sium verticillatum (L.) Lam., Fl. Franç. 3: 460. 1767
- Carum verticillatum (L.) W. D. J. Koch in Nova Acta Phys.-Med. Acad. Caes. Leop.-Carol. Nat. Cur. 12(1): 122. 1824
- Bunium verticillatum (L.) Gren. & Godr., in Genier, Fl. France 1: 729. 1848
- Pimpinella verticillata (L.) Jess., Deut. Excurs.-Fl.: 191. 1879
- Apium verticillatum (L.) Caruel in Parlatore, Fl. ital. 8: 430. 1886
- Selinum verticillatum (L.) E. H. L. Krause in Sturm, Deutschl. Fl., ed. 2, 12: 48. 1904

## Caractéristiques
- Port général et type biologique : hémicryptophyte érigé (Remarque : Flora Gallica indique : géophyte à tubercule).
- Appareil végétatif : tige dressée, peu ou pas ramifiée, feuilles oblongues, très découpées, dont les segments semblent verticillés autour de la nervure centrale, racine pivotante tubérisée.
- Appareil reproducteur : fleurs petites blanches, agencées en ombelles composées, fruits proches de ceux du Carvi (d'où le rattachement initial de l'espèce au genre Carum[1]).

## Écologie
Plante originaire d'Europe occidentale.
On la rencontre dans les bas-marais, prairies humides et landes hygrophiles acidiphiles sur substrat tourbeux. En phytosociologie elle caractérise les jonçaies des prés paratourbeux acidophiles, atlantiques de l'alliance du Juncion acutiflori.